# Hamnstatskontroll
Hamnstatskontroll är en inspektion av utländska fartyg som angör en nations hamn. Avsikten med kontrollerna är att kontrollera att fartygen lever upp till ställda krav, att besättningen har erforderlig kompetens, och att de internationella regelverken (SOLAS, MARPOL och STCW) efterlevs.